# Lục bộ đường
Lục bộ đường là khu công sở của lục bộ triều Nguyễn, phía đông bên ngoài Hoàng thành Huế.

## Lịch sử
Vào thời nhà Nguyễn, quan văn và quan võ được xếp theo 6 bộ bao gồm Lại bộ, Lễ bộ, Hộ bộ, Binh bộ, Hình bộ và Công bộ. Đứng đầu mỗi bộ là thượng thư, giúp việc có tả hữu tham tri, đứng thứ ba là các thị lang đứng đầu các viện hoặc phủ. Đến năm 1907 duới thời vua Duy Tân, triều đình tách ty Tân Hưng từ Lễ bộ để lập Học bộ.

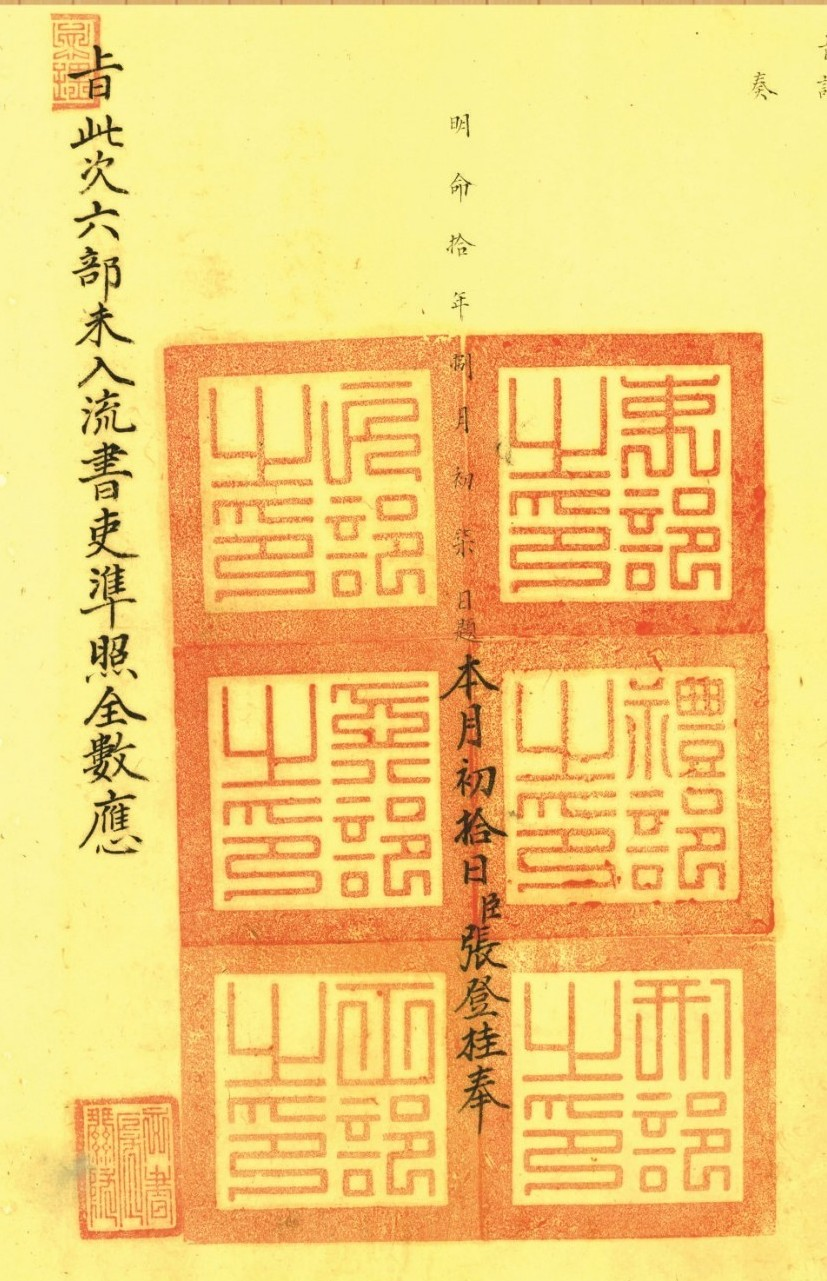
Các ấn của Lục bộ vảo năm Minh Mạng thứ 10 (1829).

Khu di tích Lục bộ dưới thời Gia Long (1802-1820) nằm trên địa phận phường Liêm Năng và Thận Cầu (phía Bắc của Hoàng Thành). Dưới triều Minh Mạng, năm 1827, triều đình di dời các công sở Lục Bộ về vị trí hiện tại ở phường Trung Hậu (phía Đông, ngoài Hoàng Thành).
Khu Lục bộ đường, công sở của 6 bộ này nằm ở phía đông bên ngoài Hoàng thành rộng hơn 5,6 ha được chia làm ba khu vực gồm có khu Thượng thư, khu Tham tri và khu Thị lang. Khu vực này bị thực dân pháp đốt cháy năm 1885 trong vụ Thất thủ kinh đô. Thời vua Thành Thái (1889-1906) cho xây dựng lại nhưng quy mô nhỏ hơn, gồm có 30 công trình chính và 12 nhà phụ.
Trong khu vực này, dưới thời Nguyễn có 6 dãy nhà, tương ứng với 6 Bộ. Mỗi Bộ đường bao gồm nhiều dãy nhà chạy dài theo theo chiều nam – bắc, từ đường Nguyễn Chí Diễu (trước gọi là đường Lục Bộ) - đường Đặng Dung (trước gọi là đường Tham Tri) - đường Nguyễn Biếu (trước kia là đường Bộ Thị) - đến đường Mai Thúc Loan (trước là đường Dãy Trại). Mỗi Bộ đường gồm 5 tòa nhà chính bao gồm: Phía trước là tòa Thượng Thư Bộ Đường, hai bên trái phải là hai dãy Ty Phòng. Phía sau Thượng Thư Đường là hai tòa Tả Tham Tri Đường và Hữu Tham Tri Đường. Sau Tả Hữu Tham Tri Đường là hai tòa Tả Thị Lang Đường và Hữu Lang Thị Đường. Năm tòa nhà này là văn phòng của 5 vị trưởng quan điều khiển Bộ đường. Ngoài ra, trong mỗi bộ còn có 6 phòng làm việc cho các quan chức của bộ (ty viên phòng ốc). Chung quanh mỗi bộ có tường gạch bao bọc, phía trước và sau đều có cổng ra vào, bên trên gắn biển ngạch đề tên cổng. Các Bộ này nằm song song, sát cạnh nhau, thứ tự từ tây sang đông là Bộ Lại, Bộ Hộ, Bộ Lễ, Bộ Binh, Bộ Hình, Bộ Công. Bộ Lễ và Bộ Binh cách nhau bởi đường Đinh Tiên Hoàng.

## Hiện trạng
Sau năm 1945, phần lớn khu vực Lục bộ này bị triệt giải hoặc bị các cơ quan công quyền và dân cư chiếm cứ, xây dựng nhà cửa.
Năm 1993, quần thể di tích cố đô Huế được UNESCO công nhận là di sản văn hóa thế giới, trong đó có khu Lục Bộ.
Đến tháng 10 năm 2016, tại khu vực này có 249 hộ dân, 12 cơ quan, cơ sở thuộc nhà nước quản lý. Hiện nay chỉ còn lại 2 công trình chính và 3 nhà phụ, trong đó 2 công trình chính là khu Thượng thư bộ Lại và bộ Công nằm ở đường Nguyễn Chí Diểu, TP Huế. Khu Lục Bộ hiện tại được bao quanh bởi 4 con đường trong Thành Nội là đường Nguyễn Chí Diểu, Đoàn Thị Điểm, Mai Thúc Loan và Lê Thánh Tôn.